# Alexander Kritikos
Alexander Kritikos (* 1965 in München) ist ein deutscher Ökonom. Er ist Forschungsdirektor der Querschnittsgruppe „Entrepreneurship“ am Deutschen Institut für Wirtschaftsforschung (DIW) in Berlin. Dort leitete er zuvor die Abteilung Innovation, Industrie, Dienstleistung und war zwischen 2010 und 2011 Vizepräsident des DIW Berlin. Kritikos hat eine Professur für Industrie- und Institutionenökonomie an der Universität Potsdam und ist Research Fellow am Institut zur Zukunft der Arbeit (IZA).

## Leben
Alexander Kritikos’ Vater ist Grieche, seine Mutter Deutsche. Er studierte von 1984 bis 1989 Wirtschafts- und Politikwissenschaften an der Ludwig-Maximilians-Universität München mit Abschluss als Diplom-Volkswirt (1989).
Von 1990 bis 1993 absolvierte er an der FU Berlin
ein Aufbaustudium als Stipendiat am Graduiertenkolleg für Angewandte Mikroökonomie; währenddessen arbeitete er als freier Mitarbeiter für das DIW (1991 bis 1992). Kritikos wurde 1993 wissenschaftlicher Mitarbeiter bei Friedel Bolle am Lehrstuhl für Mikroökonomie an der Europa-Universität Viadrina in Frankfurt (Oder). 1996 promovierte Kritikos an der Humboldt-Universität zu Berlin, seine Dissertation zum Thema „Two Incentive Compatible Mechanisms to Induce Cooperation: Theory and Experimental Evidence“ schloss er mit dem Prädikat „summa cum laude“ ab. 1998 wurde er wissenschaftlicher Assistent an der Europa-Universität Viadrina in Frankfurt (Oder).
Im Rahmen verschiedener Forschungsaufenthalte, unter anderem in Bangladesch, Warschau und Paris, war er Research Fellow des German Marshall Funds in Washington (1999) und EU-TMR Research Fellow an der Athens University of Economics, Athen (2000).
Kritikos habilitierte 2003 an der Europa-Universität Viadrina und erhielt seine venia legendi für das Fach Volkswirtschaftslehre.
Von 2004 bis 2015 war er Gründungsmitglied und Mitglied des Aufsichtsrats des Deutschen Mikrofinanz Instituts (DMI), Berlin und gründete zeitgleich die Gesellschaft für Arbeitsmarktaktivierung (GfA) in Berlin. Von 2004 bis 2007 war er darüber hinaus Privatdozent an der Europa-Universität Viadrina.
2007 bis 2009 war er Professor für Volkswirtschaftslehre an der Privaten Hanseuniversität Rostock (PHU); im gleichen Jahr lehnte er einen Ruf an die Zeppelin University in Friedrichshafen als Professor für Entrepreneurial Finance ab. Ein Jahr später nahm Kritikos ein Angebot des Deutschen Instituts für Wirtschaftsforschung an, nachdem er sich gegen einen Ruf auf den Lehrstuhl für Mittelstandsforschung an der Universität zu Köln in Verbindung mit der Leitung des Instituts für Mittelstandsforschung (IfM) Bonn entschieden hatte.
Alexander Kritikos leitete von 2008 bis 2011 die Abteilung Innovation, Industrie, Dienstleistung am Deutschen Institut für Wirtschaftsforschung (DIW). Von 2010 bis 2011 war er zusätzlich auch Vizepräsident des Instituts. Seit 2011 ist er Forschungsdirektor der Querschnittsgruppe „Entrepreneurship“ am DIW Berlin. Darüber hinaus ist er Research Fellow am Institut zur Zukunft der Arbeit (IZA), Bonn sowie am Institut für Arbeitsmarkt- und Berufsforschung (IAB), Nürnberg. Kritikos ist außerdem Mitglied des sozialwissenschaftlichen und des wirtschaftspolitischen Ausschusses des Vereins für Socialpolitik.

## Forschung
Die Forschungsschwerpunkte von Alexander Kritikos liegen in den Bereichen Entrepreneurship Research, Mikrofinanzierung und Experimentelle Wirtschaftsforschung. Zahlreiche, vor allem jüngere Arbeiten beschäftigen sich vornehmlich mit Fragen der unternehmerischen Existenzgründung und mit Entrepreneuren. Ferner befasst er sich mit der empirischen Industrieökonomie, der Institutionenökonomie sowie mit Forschungsfragen auf dem Feld der Wirtschaftspsychologie.
Im wissenschaftlichen Lehrbetrieb veranstaltet Kritikos seit 1993 Vorlesungen und Seminare.
Kritikos ist als Gutachter für renommierte Fachjournale tätig und Herausgeber bzw. Mitglied in Editorial Boards des DIW Wochenberichts, von Small Business Economics, des Journal of Economic Psychology und der Vierteljahrshefte zur Wirtschaftsforschung (DIW).
Seit 2001 ist Kritikos wirtschaftspolitischer Berater für das Bundeswirtschaftsministerium, das Bundesarbeitsministerium, die Bundesagentur für Arbeit und für verschiedene Landesministerien.
Seine Forschungsarbeiten sind unter anderem veröffentlicht in Economics Letters, Journal of Economic Behavior and Organization, Journal of Economic Psychology, Journal of Environmental Economics and Management, Kyklos, Small Business Economics, Southern Economic Journal und Theory and Decision.

## Publikationen (Auswahl)
- Environmental Policy under Imperfect Information: Comment. In: Journal of Environmental Economics and Management. Bd. 25, Nr. 1, 1993, S. 89–92, doi:10.1006/jeem.1993.1028.
- mit Friedel Bolle: Indenturing Banknotes as a Mechanism to Induce Cooperation in Conflict Games. In: Journal of Economic Behavior & Organization. Bd. 34, Nr. 2, 1998, S. 279–294, doi:10.1016/S0167-2681(97)00056-5.
- mit Georg Meran: Social Norms, Moral Commitment and Cooperation. In: Homo Oeconomicus. Bd. 15, 1998, ISSN 0943-0180, S. 71–92.
- Kleinkredite mit anreizgesteuertem Solidareintritt. In: Kredit und Kapital. Bd. 32, Nr. 3, 1999, S. 393–425, online (PDF; 134,99 kB).
- mit Friedel Bolle: Indenture: A Viable Contract for a Sequential Prisoners’ Dilemma: A Reply to Holt. In: Journal of Economic Behavior & Organization. Bd. 42, Nr. 1, 2000, S. 137–139, doi:10.1016/S0167-2681(00)00081-0.
- mit Frank Wießner: Ein zweiter Kreditmarkt für eine zweite Chance. In: Perspektiven der Wirtschaftspolitik. Bd. 1, Nr. 3, 2000, S. 357–378, doi:10.1111/1468-2516.00022.
- Indenture: An Institution for a Credible Commitment without Extortion. In: Journal of Economic Behavior & Organization. Bd. 43, Nr. 3, 2000, S. 397–403, doi:10.1016/S0167-2681(00)00127-X.
- mit Friedel Bolle: Distributional Concerns: Equity or Efficiency Oriented? In: Economics Letters. Bd. 73, Nr. 3, 2001, S. 333–338, doi:10.1016/S0165-1765(01)00503-1.
- mit Friedel Bolle: Punishment as a Public Good. When should Monopolists Care about a Consumer Boycott. In: Journal of Economic Psychology. Bd. 25, Nr. 3, 2004, S. 355–372, doi:10.1016/S0167-4870(02)00197-6.
- mit Denotes Vigenina: The Individual Micro-Lending Contract: Is it a Better Design than Joint-Liability? Evidence from Georgia. In: Economic Systems. Bd. 28, Nr. 2, 2005, S. 155–176, doi:10.1016/j.ecosys.2004.03.006.
- mit Friedel Bolle: Approaching Fair Behavior: Distributional and Reciprocal Preferences. In: Frank Cowell (Hrsg.): Inequality, Welfare and Income Distribution. Experimental Approaches (= Research on Economic Inequality. Bd. 11). Elsevier – JAI, Amsterdam u. a. 2004, ISBN 0-7623-1113-4, S. 149–180.
- A Penalty System to Enforce Policy Measures Under Incomplete Information. In: International Review of Law and Economics. Bd. 24, Nr. 3, 2004, S. 385–403, doi:10.1016/j.irle.2004.10.003.
- mit Denitsa Vigenina: Key Factors of Joint-Liability Loan Contracts: An Empirical Analysis. In: Kyklos. Bd. 58, Nr. 2, 2005, S. 213–238, doi:10.1111/j.0023-5962.2005.00286.x, Digitalisat (PDF; 219,07 kB).
- mit Friedel Bolle: Utility Based Altruism, Experimental Evidence. In: Bina Agarwal, Alessandro Vercelli (Hrsg.): Psychology, Rationality and Economic Behaviour. Challenging Standard Assumptions (= IEA Conference Volume. 142). Palgrave Macmillan in Association with International Economic Association, Basingstoke u. a. 2005, ISBN 1-403-94253-6, S. 181–194.
- mit Friedel Bolle: Reciprocity, Altruism, Solidarity: A Dynamic Model. In: Theory and Decision. Bd. 60, Nr. 4, 2006, S. 371–394, doi:10.1007/s11238-006-7192-6.
- mit Marco Caliendo und Frank Wießner: Existenzgründungsförderung in Deutschland, Zwischenergebnisse aus der Hartz-Evaluation. In: Zeitschrift für Arbeitsmarktforschung. Bd. 39, Nr. 3/4, 2006, S. 505–531, online.
- The Impact of Compulsory Arbitration on Bargaining Behavior: An experimental Study. In: Economics of Governance. Bd. 7, Nr. 3, 2006, S. 293–315, doi:10.1007/s10101-006-0011-2.
- mit Friedel Bolle und Jonathan H. W. Tan: The Economics of Solidarity: A Conceptual Framework. In: The Journal of Socio-Economics. Bd. 36, Nr. 1, 2007, S. 73–89, doi:10.1016/j.socec.2005.11.027.
- mit Marco Caliendo: Is Entrepreneurial Success Predictable? An Ex-Ante Analysis of the Character-Based Approach. In: Kyklos. Bd. 61, Nr. 2, 2008, S. 189–214, doi:10.1111/j.1467-6435.2008.00398.x.
- mit Marco Caliendo und Frank M. Fossen: Risk Attitudes of Nascent Entrepreneurs – new Evidence from an Experimentally Validated Survey. In: Small Business Economics. Bd. 32, Nr. 2, 2009, S. 153–167, doi:10.1007/s11187-007-9078-6.
- mit Marco Caliendo: Die reformierte Gründungsförderung für Arbeitslose – Chancen und Risiken. In: Perspektiven der Wirtschaftspolitik. Bd. 10, Nr. 2, 2009, S. 189–213, doi:10.1111/j.1468-2516.2009.00300.x.
- mit Jonathan H. W. Tan: Indenture as a Self-Enforced Contract Device: An Experimental Test. In: Southern Economic Journal. Bd. 75, Nr. 3, 2009, S. 857–872, JSTOR:27751418.
- Selbständigkeit in Deutschland: der Trend zeigt seit langem nach oben. DIW Wochenbericht, 2012, vol. 79, issue 4, 3-12
- Ein Land im Würgegriff. Gastbeitrag auf Zeit online, 12. Mai 2015 (online).